# William Henry Giles Kingston

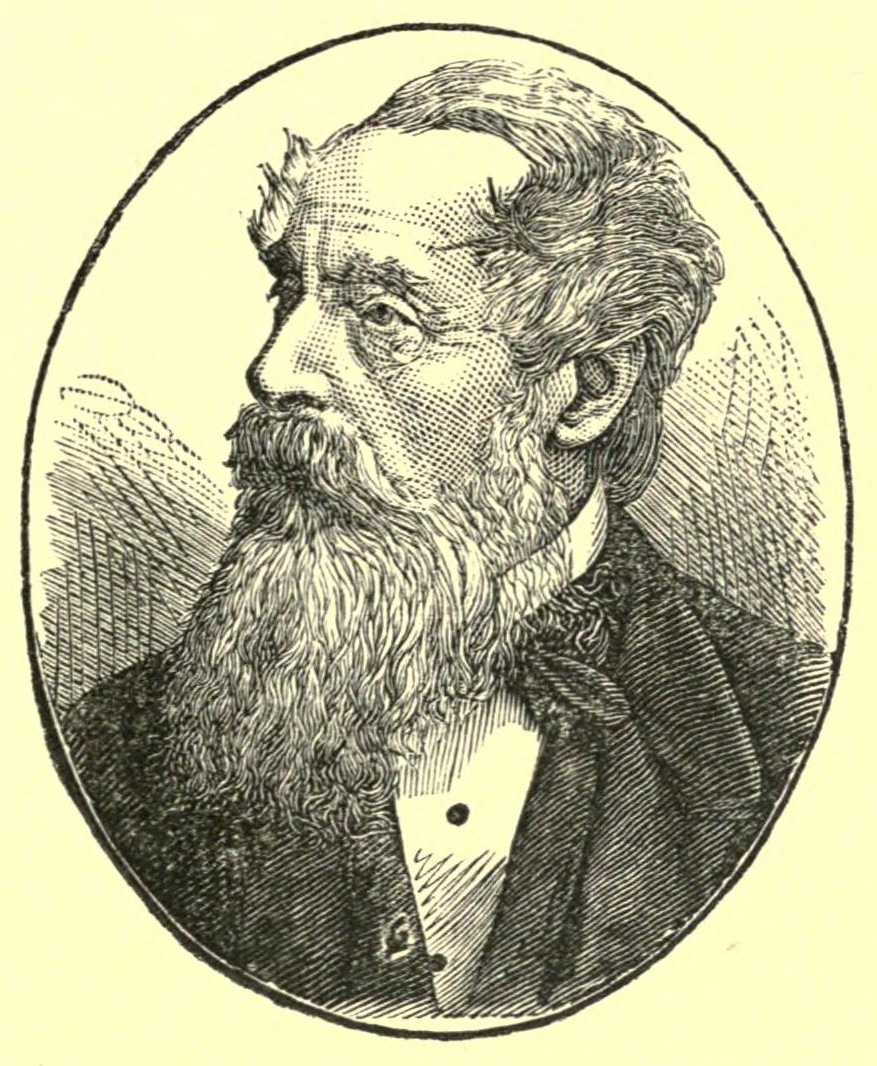
Porträt W. H. G. Kingston (1884)

William Henry Giles Kingston (* 28. Februar 1814 in City of Westminster, London; † 5. August 1880 in Willesden, Middlesex) war ein englischer Schriftsteller. Sein Name wird oft auch mit W. H. G. Kingston zitiert.

## Leben und Wirken
Kingston war der älteste Sohn des Weinhändlers Lucy Henry Kingston und dessen Ehefrau Frances Sophia Rooke. Sein Bruder George (1816–1886) wirkte als Wissenschaftler hauptsächlich in Kanada und wurde später als Vater der Meteorologie Kanadas bekannt. Sein Großvater mütterlicherseits war Giles Rooke, Direktor der East India Company, sein Großvater väterlicherseits war der Abgeordnete John Kingston. Die Familie Kingston importierte hauptsächlich Wein aus Porto (Portugal) und W. H. G. verbrachte dort auch mehrheitlich seine Kindheit.
Kingston studierte am Trinity College in Cambridge und trat anschließend als Compagnon seines Vaters in dessen Firma ein. Während dieser Zeit bereiste er das Land und verfasste einige Essays, die in englischen Zeitungen/Zeitschriften und in portugiesischer Übersetzung auch in Portugal erschienen. Er war auch maßgeblich am Zustandekommen von Handelsabkommen zwischen England und Portugal verantwortlich und wurde dafür von Königin Maria II. in den Adelsstand erhoben.
Am 4. August 1853 heiratete Kingston in London Agnes Kinloch, eine Tochter von Captain Charles Kinloch, der als Aide-de-camp Generals John Hope in Spanien gegen Napoleon gekämpft hatte. Das Ehepaar bekam acht Kinder, die aber alle bereits im Kindesalter starben. Seine Flitterwochen verbrachte das Ehepaar Kingston in Kanada. 
Die letzten Monate seines Lebens verbrachte Kingston kränklich auf seinem Anwesen in Willesden. Am 2. August 1880 schrieb er einen bewegenden Abschiedsbrief an seine jungen Leser und starb drei Tage später im Alter von 66 Jahren.

## Rezeption
Mit seinem Roman „The Circassian Chief“ konnte Kingston 1844 auch erfolgreich mit einem belletristischen Werk debütieren. Ab 1850 schrieb er dann nahezu ausschließlich für Kinder und Jugendliche: vorzugsweise Abenteuerromane für Jungen. Sein Erfolg als Schriftsteller ermöglichte es ihm, viele Länder zu bereisen und die Eindrücke und Erlebnisse dieser Reisen bildeten dann oft die Basis seiner Romane. Parallel dazu publizierte Kingston mit der Zeit auch einige interessante Biographien, welche oft für ein jugendliches Publikum gedacht waren.
Neben seinen eigenen Werken übersetzte Kingston auch Romane von Jules Verne, Johann David Wyss u. a.

## Werke (Auswahl)

### Als Autor
Biographien
- Captain Cook.
- Great African Travellers.

Kinder- und Jugendbücher
- Peter the whaler.
  - deutsch: Peter der Walfischfänger. Kuntze, Dresden 1852.
- Kidnapping in the Pacific.
- Hendriks, the Hunter.

Sachbücher
- Lusitanian Tales.
  - deutsch: Portugiesische Landes- und Sittenbilder. Arnold, Dresden 1846 (2 Bde.)
- Western Wanderings or a pleasure tour in the Canadas.
- My travels in many lands.
- A yacht voyage round England.
- Travels of Mungo Park, Denham and Clapperton.

### Als Übersetzer
- Jules Verne: The mysterious Island.
- Jules Verne: Michael Strogoff.
- Jules Verne: The child of the cavern.
- Jules Verne: The Begum's fortune. With an account of „The mutineers of the Bounty“.
- Johann David Wyss: The Swiss family Robinson.